# Voodoo Hoodoo
Voodoo Hoodoo  is een stripverhaal van Carl Barks met Donald Duck en de neefjes Kwik, Kwek en Kwak in de hoofdrol. Het verhaal verscheen voor het eerst in 1949 in de Amerikaanse stripreeks Four Color Comics en speelt zich deels af in Duckstad en deels in Afrika. Centraal thema is voodoo. 
De Nederlandstalige versie van het verhaal werd in 1981 in de Donald Duck gepubliceerd  onder de titel Bombie de Zombie. Het is een van de allereerste verhalen waar Dagobert Duck in voorkomt.

## Verhaal
Op een dag duikt er een zombie op in Duckstad, die ogenschijnlijk niemand kwaad doet maar wel aan Donald een voodoopoppetje geeft. Als Donald later in het poppetje knijpt, krijgt hij een injectie met een onbekend gif. Oom Dagobert weet wat er aan de hand is: toen hijzelf zeventig jaar geleden in Centraal-Afrika naar goud op zoek was, heeft hij het dorp van een van de inheemse stammen laten platbranden nadat de tovenaar van de stam, Foola Zoola, had geweigerd om het gebied af te staan. Uit wraak heeft de tovenaar de zombie die nu in Duckstad is achter Dagobert aan gestuurd. De zombie moest van Dagobert een dwerg maken, maar heeft nu Donald voor Dagobert aangezien doordat hij niet over een normaal denkvermogen beschikt.
Kwik, Kwek en Kwak besluiten om de zombie "Bombie" te noemen. Bombie is zelf volkomen willoos en wordt in zijn handelen enkel op afstand aangestuurd door zijn wraakzuchtige meester. Donald besluit naar Afrika af te reizen, om daar de tovenaar te vinden en hem te dwingen de betovering weer ongedaan te maken. Kwik, Kwek, Kwak en Bombie mogen niet mee. Uiteindelijk wint Bombie een quiz, waardoor de neefjes ook naar Afrika kunnen gaan. 
Na wat omzwervingne door het oerwoud weten Donald en de neefjes uiteindelijk Foola Zoola en zijn stam te bereiken. Ze bieden hem een hoop geld aan, als hij de betovering ongedaan wil maken. Foola Zoola toont zich hiertoe bereid. Als hij het geld al heeft, vertelt hij pas dat het gif na al die jaren toch allang was uitgewerkt. Vervolgens realiseert Foola Zoola zich dat Donald en Dagobert familie van elkaar zijn. Hierop besluit hij Donald alsnog te verkleinen, aangezien hij zo toch nog wraak kan nemen op de Duck-familie. Er is namelijk nog vers gif in voorraad.
De neefjes kunnen Donald nog net op tijd bevrijden voordat de tovenaar hem dwingt opnieuw in een poppetje te knijpen en ze gaan met z'n vieren terug naar Duckstad. Bombie blijft bij de stam achter. De neefjes hopen dat hij ooit weer een normaal mens zal worden.

## Varia
- Foola Zoola heet in het Nederlands Matumbo.[2]
- Dagobert Duck was toen dit verhaal uitkwam nog maar nog pas geïntroduceerd als personage in de verhalen. In dit verhaal werd er voor het eerst iets bekend over zijn persoonlijke verleden. Hij is in dit verhaal nog niet zo sympathiek als in latere verhalen; zo is hij nogal egoïstisch, maakt zich niet erg druk om het lot van zijn neef omdat hij zelf de dans ontsprongen is en lacht Donald zelfs uit. In latere verhalen blijkt hij juist wel een hoge moraal te hebben in zakendoen en is deze verjaging destijds kennelijk een uitzonderlijke misstap geweest.
- Het verhaal over de verjaagde stam is later door Keno Don Rosa verder uitgewerkt in De rijkste eend ter wereld (onderdeel van de spin-offreeks de jonge jaren van Oom Dagobert), waarin Dagobert een paar keer bijna in de door de tovenaar uitgezette val loopt totdat de zombie op een eiland wordt vastgezet. Een inconsequentie is dat de zombie in Don Rosa's verhaal ook al Bombie heet, terwijl die naam in Barks' verhaal – dat zich chronologisch veel later afspeelt – door de neefjes werd verzonnen.
- Het verhaal heeft een open einde. Donald en de neefjes gaan ongedeerd terug naar Duckstad, maar verder worden er geen zaken opgelost en de lokale problemen blijven bestaan:
  - Het land waar Dagobert destijds de oorspronkelijke bevolking had laten verjagen wordt niet teruggegeven. De strijd tussen hen en de plantages van Dagobert zal dus waarschijnlijk door blijven gaan.
  - Bombie de Zombie wordt niet onttoverd en zal mogelijk nog lang als Zombie blijven leven. Hij is echter wel weer thuis.
  - Professor Cornelius Vingerhoed, die ze in het oerwoud ontmoeten, is reeds betoverd en zo klein als een muis. Ook deze betovering wordt niet opgelost. De professor geeft zelf aan hier ook wel voordelen in te zien.
  - De tovenaar geeft in het verhaal aan dat hij veel meer mensen en voorwerpen betoverd heeft. Ook dit wordt niet opgelost.